# Nierealne ogniska
Nierealne ogniska – album kompilacyjny zespołu Farben Lehre, wydany w 1995 roku.

## Lista utworów
Strona A:
1. „Nierealne ogniska” – 4:15
2. „Przemiany” – 3:18
3. „Helikoptery” – 2:52
4. „Czekanie na znak” – 4:19
5. „Jest taka kwestia” – 4:04
6. „Egoiści” – 4:00

Strona B:
1. „Rodzina-rzecz święta” – 2:55 (na kasecie jako „Rodzina”)
2. „Bez światła” – 3:03
3. „Szara blokada” – 3:10
4. „Emigranci" – 3:05
5. „Krótka piosenka” – 2:45
6. „Ulice milczą” – 3:05

## Twórcy
- Wojciech Wojda – śpiew, teksty
- Robert Chabowski – gitara, śpiew
- Bogdan Kiciński – gitara
- Piotr Kokoszczyński – gitara basowa
- Krzysztof Sieczkowski – perkusja
- Adam Mikołajewski – perkusja (1, 12)